# Skrzyszów (Petite-Pologne)
Pour les articles homonymes, voir Skrzyszów.
Skrzyszów est une localité polonaise, siège de la gmina de Skrzyszów, située dans le powiat de Tarnów en voïvodie de Petite-Pologne.